# 易思玲
易思玲（1989年5月6日—），湖南郴州桂阳人，中国女子射击運動員；2012年夏季奥林匹克运动会的首位金牌得主。

## 簡介
2009年，易思玲在中华人民共和国第十一届运动会获得女子10米空氣步槍金牌；在2009年东亚运动会女子10米空氣步槍获得亚军；在同年的世界射擊錦標賽上，以总成绩505.6环的成绩打破女子10米空氣步槍世界纪录，并获得冠军。
2012年，易思玲代表中国出戰英國倫敦舉行的奥林匹克运动会射擊比賽女子10米空氣步槍賽事。在预赛中，易思玲與波兰的瑟尔维娅·博加茨卡均打出399环的成绩，分列前两位。及至決賽，易思玲在第一至七枪總成績皆落後於博加茨卡；直到第八发，博加茨卡失手打出9.7环，而易思玲則打出了10.7环，成功反超0.7环上升至第一位。易思玲在最後兩枪穩定地打出了10.3环和10.5环，以502.9环的總成績获得金牌，這亦是中国代表团該屆奥运的第一金。
2016年，易思玲代表中国出战巴西里约热内卢举行的奥林匹克运动会射击比赛女子10米气步枪赛事。决赛阶段，易思玲以185.4环拿到季军，杜丽以207环获得亚军，美国小将维吉尼亚·斯拉舍以208环夺得冠军。
2017年8月31日，怀有身孕的易思玲参加全运会射击项目进行女子10米气步枪资格赛，最终打出416.5环，排在第28位，无缘决赛。赛后表示“能够怀着孩子参加全运会的比赛，这种感觉很幸福”。